# Мактали (Кизилкумський сільський округ)
Мактали́ (каз. Мақталы) — село у складі Жетисайського району Туркестанської області Казахстану. Входить до складу Кизилкумський сільського округу.
У радянські часи село було частиною села Отділення № 3 совхоза імені XX Партз'їзду.
Населення — 602 особи (2021; 515 у 2009, 390 у 1999, 265 у 1989).